# Entity List
Entity List je blacklist publikovaný Úřadem průmyslu a bezpečnosti Ministerstva obchodu USA, skládající se z určitých zahraničních osob, subjektů nebo vlád.  Na subjekty v seznamu se vztahují licenční požadavky USA pro export nebo převod specifikovaných položek, jako jsou některé americké technologie.  
Seznam, který byl poprvé zveřejněn v roce 1997, aby informoval veřejnost o subjektech podílejících se na šíření zbraní hromadného ničení, se od té doby rozšířil o subjekty, které se zabývají „činnostmi sankcionovanými ministerstvem zahraničí a činnostmi v rozporu s národní bezpečností USA nebo zájmy zahraniční politiky. "  Je publikován Úřadem pro průmysl a bezpečnost (BIS) ministerstva obchodu v dodatku č. 4 k části 744 exportních administrativních předpisů (EAR). 

## Subjekty na seznamu Entity List
Podle zpráv čínských médií je na seznamu Entity List celkem 260 čínských subjektů.  Určené subjekty se skládají převážně ze společností a výzkumných institucí (včetně univerzit, jako je Harbin Institute of Technology ) zapojených do vojenské technologie, 5G, AI a dalších pokročilých technologií. 
Mezi významné subjekty na seznamu Entity List patří Huawei, čínský výrobce telekomunikací a spotřební elektroniky.  Společnost Huawei byla na seznam přidána v květnu 2019 a v květnu 2020 proběhla revize, která dále zpřísnila sankce  což vedlo k tomu, že již nebude moci ve svých smartphonech používat určitý software pro Android.  Zatímco služby Google jsou v pevninské Číně zakázány, spotřebitelé mimo pevninskou Čínu jsou na služby Google zvyklí a podíl Huawei na trhu se smartphony se díky tomu snížil. 
Čínský výrobce telekomunikačních služeb ZTE kdysi podléhal přísnějšímu označení „Odepřená osoba“.  Na seznamu jsou desítky čínských subjektů účastnících se čínské „vojensko-civilní fúze“ nebo údajného porušování lidských práv v provincii Sin-ťiang, včetně společností, které vyrábějí sledovací zařízení, a společností, které čínské armádě pomohly postavit umělé ostrovy v Jihočínském moři .   Do seznamu jsou rovněž zahrnuty další subjekty v Číně, Rusku a Venezuele. 

## Odpověď Číny
Čínští odborníci poradili čínským společnostem na seznamu, aby „rychle hledaly alternativní strategie dodávek zařízení, dílů, softwaru nebo technologií“ a uvedli, že je nepravděpodobné, že by společnosti byly ze seznamu odstraněny. 
Odborníci také doporučili, aby Čína zvýšila svůj výzkum a vývoj a usilovala o větší indigenizaci technologií, aby se v budoucnu zabránilo přísnějším sankcím.  Servery, databáze a zařízení pro ukládání dat poskytované společnostmi Intel, Oracle a Dell EMC jsou široce používány v čínském bankovním, telekomunikačním a elektrickém sektoru.  Od roku 2020 začali čínští poskytovatelé celulárních služeb a některé další státní podniky nahrazovat veškerého software a hardware ze Spojených států a západních zdrojů v klíčových doménách. 

### Čínský Unreliable Entities List
V reakci na Entity List čínská vláda v květnu 2019 oznámila, že vytvoří seznam „nespolehlivých subjektů“.   Na seznamu jsou zahraniční společnosti, organizace nebo osoby, které „vážně poškodily oprávněné zájmy čínských firem tím, že se neřídí tržními pravidly, porušují smlouvy nebo blokují či přerušují dodávky z nekomerčních důvodů“. 
V červnu 2019 několik ministerstev čínské vlády svolalo zástupce technologických společností, včetně společností Microsoft, Dell a Samsung, aby varovali před strašlivými následky, pokud budou spolupracovat na zákazu prodeje klíčové americké technologie čínským společnostem v USA.  Na zasedání Čína také zdůraznila svůj závazek k otevřenému obchodu a ochraně duševního vlastnictví. 
Čínský seznam byl vytvořen a vstoupil v platnost okamžitě v září 2020 poté, co se Trumpova administrativa rozhodla zakázat čínské aplikace TikTok a WeChat z amerických obchodů s aplikacemi.  Čínská média již dříve označila společnosti Apple, Qualcomm, Cisco a Boeing za americké firmy, které by mohly být cílem seznamu. 